# The Varukers
The Varukers ist eine englische Hardcore-Punk-Band aus Leamington Spa, die im Jahr 1979 gegründet wurde, sich 1987 auflöste und 1993 wieder zusammenfand.

## Geschichte
Die Band wurde im Jahr 1979 von Sänger Anthony „Rat“ Martin gegründet. Kurze Zeit später kamen die Gitarristen Bruce Riddel und Tom Lowe, Schlagzeuger Gary und Bassist Garry Maloney zur Besetzung. Es folgten die ersten lokalen Auftritte. Im Jahr 1980 wurde ein erstes Demo aufgenommen, das vier Lieder enthielt. Das Lied Government’s to Blame sollte später neu aufgenommen werden und auf dem Debütalbum zu hören sein. Nach den Aufnahmen des Demos verließ Schlagzeuger Gary die Band, sodass Bassist Maloney seinen Posten einnahm und Lowe nun den Bass spielte. Danach begab sich Gitarrist Riddel in den Tempest-Records-Shop in Birmingham, um zu fragen, ob es ein Label gäbe, wohin man das zweite Demo schicken könnte. Die Besitzer des Shops Keith Thorton und Brian Harris begannen grade ihr eigenes Label namens Inferno Records aufzubauen, worüber die EP Protest to Survive im März 1982 erschien. Garry Maloney verließ nach Veröffentlichung The Varukers, um Discharge beizutreten. Als Ersatz kam Brian „Brains“ Rowe zur Band. Im Jahr 1982 folgte die Single I Don’t Wanna Be a Victim. Nach Veröffentlichung verließ Lowe die Band, um Anti-Sect beizutreten. Nachdem Bassist George als neues Mitglied zur Band gekommen war, begab sich diese ins Studio, um ihr Debütalbum aufzunehmen. Nach den Aufnahmen trennte sich die Band von Inferno Records und unterzeichnete einen Vertrag bei Riot City Records, worüber das Debütalbum Ende 1983 unter dem Namen Bloodsuckers erschien. Danach kam Broken Bric als neuer Bassist zur Band, welcher erstmals auf der Single Die for Your Government zu hören war. Die Band war in dem Film Film About Punks and Skinheads zu sehen, in dem auch Bands wie The Exploited, Vice Squad und Blitz zu sehen waren. Dadurch konnte die Gruppe ihre Bekanntheit steigern. Danach kamen Andy Baker als neuer Schlagzeuger und Damien Thompson als neuer Gitarrist zur Band. Die neue Besetzung nahm die Single Led to the Slaughter auf und wurde im Jahr 1984 veröffentlicht. Im August desselben Jahres folgte die EP Another Religion, Another War. Nach den Aufnahmen hatte Broken Bric die Band verlassen und wurde durch Bassist Tony May ersetzt. May wurde zwar auf dem Album abgebildet, jedoch war er in den Aufnahmen nicht zu hören. Anfang 1984 folgten die ersten Auftritte außerhalb Großbritanniens. Nach diesen Auftritten verließen Thompson und Baker die Band, um in Birmingham die Band Sacrilege zu gründen. Als neuer Gitarrist kam Paul Miles zur Band, während Graham Kerr nun den Bass spielte. Beide hatten auf eine Anzeige im Sounds-Magazin reagiert. Daraufhin folgte eine Europatournee, bei der die Band zusammen mit The Mau Maus aus Sheffield spielte. Danach trennte sich die Band von Riot City Records und wechselte zu Rot Records, worüber 1984 die EP Massacred Millions erschien. Über dasselbe Label erschien außerdem noch Live in Holland, eine Konzertaufnahme vom 29. Juni 1984 im niederländischen Hengelo. Im Jahr 1985 schloss sich dann mit One Struggle, One Fight das nächste Album an. Vorher hatte Andy Baker die Band verlassen, um ebenfalls Sacrilege beizutreten. Baker wurde zunächst durch Schlagzeuger Gilb ersetzt, welcher wiederum durch Warren Beecham ersetzt wurde, der auf dem Album letztendlich zu hören war. Kurz nach den Aufnahmen verließ auch Beecham die Band wieder, da er aufgrund familiärer Probleme nach Rochdale zurückkehren musste. Beecham wurde durch Kevin Frost von Cerebral Fix ersetzt. Im Jahr 1986 kam außerdem Ian „Biff“ Smith als zweiter Gitarrist zur Band. Smiths erster Auftritt zusammen mit der Band erfolgte in London zusammen mit Discharge. Danach folgten weitere Auftritte in Großbritannien, unter anderem zusammen mit GBH, ehe sich die Band 1987 auflöste.
Im Jahr 1993 fand die Band wieder zusammen und bestand aus Sänger Martin, Gitarrist Smith, Schlagzeuger Frost und Bassist Brian Ansell. Es folgte die Veröffentlichung der EP Nothings Changed über Weird Records. Im Jahr 1994 folgten Touren durch Amerika, Skandinavien und Japan. Zudem unterschrieb die Band einen Vertrag bei dem deutschen Label We Bite Records, worüber 1995 das Album Still Bollox But Still Here folgte. Das Album wurde in den Premier Studios in Corby aufgenommen. Das Album enthielt eine Zusammenstellung der Lieblingslieder der Bandmitglieder der bisher erschienenen Tonträger, wobei der Band nun besseres Equipment zur Aufnahme zur Verfügung stand. Im Jahr 1998 erschien das Album Murder, worauf als Bassist der Kanadier Kieran Plunkett als neues Mitglied zu hören war. Es folgten diverse Touren. Plunkett musste jedoch nach Kanada zurückkehren, sodass Les Duly, Mark Greenwell (beide bei Concrete Sox tätig gewesen), Mattias „Kenko“ Kennhed (Meanwhile), Todd (Distraught) und Justin Greaves (Iron Monkey) jeweils den Posten übernahmen. Als permanenter Bassist kam dann Marvin Gauntlett von Chaos UK zur Band. Im Jahr 2000 folgte das nächste Album How Do You Sleep??????? über Go Kart Records. Der Veröffentlichung folgten Auftritte in Japan, Australien, Neuseeland und Brasilien. Das Album erschien in Südamerika über Peculio Records und es folgten weitere Auftritte in Brasilien, bevor der Portugiese Ricardo Fernandez als neuer Schlagzeuger zur Band kam. Etwas später kam Shaun Duggan (Hard to Swallow) als zweiter Gitarrist zur Band. Im Jahr 2003 trat Martin noch zusätzlich Discharge bei. In den Folgejahren erschienen verschiedene Kompilationen, sowie im Jahr 2005 das Album Hellbound über Asylum Records. Der Tonträger wurde in den Premier Studios aufgenommen. Das Album erschien im Jahr 2009 unter dem Namen Killing Myself to Live erneut, wobei das Album zwei Lieder von der Kompilation Still Our Future You’re Messing Up enthielt. Veröffentlichung wurde der Tonträger über Vile Records.

## Stil
Die Musik wurde stark durch die Sex Pistols beeinflusst. Die Band wurde durch Sänger Martin gegründet, nachdem er einen Auftritt der Gruppe bei Top of the Pops gesehen hatte. Auf ihrem ersten Album spielte die Band noch klassischen Punk. Die Band selbst bezeichnet sich scherzhaft als „beschissenen Discharge-Abklatsch“, zitiert die Beschreibung als „Discharge rückwärts durch einen Zementmischer“ aus der Sounds und gibt als Einflüsse neben Sex Pistols und Discharge Alkohol, andere Drogen, Motörhead, Crass, The Exploited, UK Subs, Crisis und The Stranglers an. Auf der 1983 erschienenen EP Another Religion, Another War wurden die Einflüsse aus dem aufkommenden Thrash Metal deutlicher. Auf dem 1985er-Album One Struggle, One Fight spielte die Band dann aggressiven Thrash Metal. Seit ihrer EP Protest to Survive schrieb die Band meist Lieder, die sich gegen den Krieg aussprachen.

## Diskografie
- Demo (Demo, 1980, Eigenveröffentlichung)
- Protest to Survive (EP, 1982, Inferno Records)
- I Don’t Wanna Be a Victim (Single, 1982, Inferno Records)
- Bloodsuckers (Album, 1983, Riot City Records)
- Die for Your Government (Single, 1983, Riot City Records)
- Led to the Slaughter (EP, 1984, Riot City Records)
- No Hope of a Future / Never Again  (Single, 1984, Pogar Records)
- Another Religion, Another War (EP, 1984, Riot City Records)
- Massacred Millions (EP, 1984, Rot Records)
- Live in Holland (Live-Album, 1985, Rot Records)
- One Struggle, One Fight (Album, 1985, Rot Records)
- Prepare for the Attack (Kompilation, 1986, Attack Records)
- Deadly Games (Kompilation, 1994, Abstract Sounds Records)
- Live in Leeds 1984 (Live-Album, 1994, Ratch Records)
- Nothings Changed (EP, 1994, Weird Records)
- Bloodsuckers / Prepare for the Attack  (Kompilation, 1995, Anagram Records)
- Still Bollox But Still Here (Album, 1995, We Bite Records)
- The Punk Singles 1981–1985 (Kompilation, 1996, Asylum Records)
- Humanity (EP, 1996, Eigenveröffentlichung)
- Murder (Album, 1998, We Bite Records)
- How Do You Sleep??????? (Album, 2000, Go Kart Records)
- Vintage Varukers – Rare And Unreleased – 1980–1985 (Kompilation, 2001, Punkcore Records)
- The Riot City Years ‘83-‘84 (Kompilation, 2001, Punkcore Records)
- Massacred Millions (Kompilation, 2001, Fallout Records)
- The Retch Files Volume 1 (Kompilation, 2001, Retch Records)
- Hellbound (Album, 2005, Asylum Records)
- 1980–2005 : Collection Of 25 Years (Kompilation, 2005, S.O.S. Records)
- No Masters No Slaves (Kompilation, 2007, Estajanovismo Records)
- Killing Myself to Live (Wiederveröffentlichung von Hellbound mit Bonusliedern, 2009, Vile Records)
- The Damnation of Our Species (Kompilation, 2011, Candlelight Records)
- 1984–2000 (Kompilation, 2013, Antisociety Records)